# كابوسكاسينغ
كابوسكاسينغ (بالإنجليزية: Kapuskasing)‏ هي مدينة كندية تقع في مقاطعة أونتاريو. تبلغ مساحة هذه المدينة 83.9842 (كم²)، ويبلغ عدد سكانها 8509 نسمة حسب إحصاء سنة 2006 م، بينما كان يسكنها 9238 نسمة في سنة 2001 م. تحتل هذه المدينة المرتبة رقم 439 بين مدن كندا حسب عدد السكان والمرتبة رقم 163 في المقاطعة. نما عدد السكان في هذه المدينة بنسبة (-7.9) بين العامين المذكورين.

## أعلام
- باول يفبفر
- أل بيكار
- جيمس كاميرون
- كيفن باترسون
- بيت ماكليود

## وصلات خارجية
- الأطلس الحكومي لكندا
- إحصاءات كندا مع ساعة تعداد السكان